# Oulad Daoud Zkhanine
Oulad Daoud Zkhanine (franska: Oulad Daoud Zkhanine (CR), Oulad Daoud Zkhanine (Commune Rurale), arabiska: حاسي بركان) är en kommun i Marocko.   Den ligger i provinsen Nador och regionen Oriental, i den nordöstra delen av landet, 400 km öster om huvudstaden Rabat. Antalet invånare är 3 666.